# Spridlington
Spridlington – wieś w Anglii, w hrabstwie Lincolnshire, w dystrykcie West Lindsey. Leży 14 km na północ od Lincoln i 206 km na północ od Londynu.